# سوپر جام فوتبال آلبانی
 سوپر جام فوتبال آلبانی  (به آلبانیایی: Albanian Supercup) مسابقه‌ای است که سالانه مابین قهرمان سوپر لیگ فوتبال آلبانی و قهرمان جام حذفی فوتبال آلبانی برگزار میشود.
باشگاه فوتبال تیرانا با ۹ قهرمانی پرافتخارترین تیم این سری مسابقات به حساب می‌آید.

## پرافتخارترین باشگاه‌ها
- باشگاه فوتبال تیرانا: ۹ قهرمانی
- باشگاه فوتبال دینامو تیرانا: ۲ قهرمانی
- باشگاه فوتبال ولازنیا اشکودر: ۲ قهرمانی
- باشگاه فوتبال فلامورتاری ولوره:۲ قهرمانی